# Вол (село)
Вол (укр. Віл) — село в Любешовской поселковой общине Камень-Каширского района Волынской области Украины.
До 2020 года входило в Любешовский район.
Код КОАТУУ — 0723180503. Население по переписи 2001 года составляет 211 человек. Почтовый индекс — 44252. Телефонный код — 3362. Занимает площадь 1,175 км².